# Марабу
Марабуто (Leptoptilos crumeniferus) е вид голяма птица от семейство Щъркелови (Ciconiidae).

## Разпространение и местообитание
Видът е разпространен в Африка на юг от Сахара. Често се среща в близост до обитавани от хора както мокри, така и безводни райони, особено в сметища.

## Описание
Щъркелът марабу е масивна птица, която достига на височина до 152 см, при тегло от 9 кг. Видът е известен с това, че има най-голям размах на крилете от всяка друга жива птица. Докладвани са измервания до 4,06 m, въпреки че не е потвърдено такова над 3,2 m. Женските видове са по-малки от мъжките. Дължината на клюна може да варира от 26,4 до 35 cm.